# Синхронне плавання на Чемпіонаті Європи з водних видів спорту 2021 — дует, технічна програма
Змагання з синхронного плавання в технічній програмі дуетів на Чемпіонаті Європи з водних видів спорту 2021 відбулися 13 травня.

## Результати
| Місце | Країна          | Плавчині                                           |         |
| Місце | Країна          | Плавчині                                           | Очки    |
| ----- | --------------- | -------------------------------------------------- | ------- |
| 1     | Росія           | Світлана Колесніченко Світлана Ромашина            | 96,2904 |
| 2     | Україна         | Марта Фєдіна Анастасія Савчук                      | 92,6862 |
| 3     | Австрія         | Анна-Марія Александріні Еіріні-Маріні Александріні | 89,4592 |
| 4     | Білорусь        | Василина Хандошка Дар'я Кулагіна                   | 88,1958 |
| 5     | Нідерланди      | Бредж де Броувер Нортьє де Броувер                 | 87,2526 |
| 6     | Іспанія         | Аліса Ожогіна Ожогін Іріс Тіо Касас                | 86,9546 |
| 7     | Велика Британія | Кейт Шторман Ізабелль Торпе                        | 84,9244 |
| 8     | Ізраїль         | Еден Блехер Шеллі Бобріцкі                         | 84,5304 |
| 9     | Швейцарія       | Вівієн Кох Ноемі Пешль                             | 82,7963 |
| 10    | Німеччина       | Марлен Боєр Мішель Зіммер                          | 82,6499 |
| 11    | Ліхтенштейн     | Лара Мехніг Марлюс Шіершер                         | 82,2704 |
| 12    | Словаччина      | Нада Даабусова К'яра Діки                          | 78,7889 |
| 13    | Сан-Марино      | Ясмін Вербена Ясмін Зонзіні                        | 77,3348 |
| 14    | Чехія           | Кароліна Клушкова Анета Мразкова                   | 77,2511 |
| 15    | Португалія      | Марія Гонкальвес Чеіла Вієра                       | 76,6679 |
| 16    | Сербія          | Невена Дімітрієвич Єлена Контич                    | 75,5980 |
| 17    | Угорщина        | Лінда Фаркас Болгарка Гакс                         | 75,3736 |
| 18    | Хорватія        | Антонія Гусєва Клара Сілободеч                     | 72,7136 |
| 19    | Болгарія        | Александра Атанасова Антеа Чернукова               | 71,9778 |